# Friedrich August Eckstein
Pour les articles homonymes, voir Eckstein.
Friedrich August Eckstein, né le 6 mai 1810 à Halle-sur-Saale et mort le 15 novembre 1885 à Leipzig, est un philologue, éducateur et lexicographe prussien. De 1863 à 1881, il est recteur de l'École Saint-Thomas de Leipzig.

## Biographie
Eckstein est le fils du maçon Johann Karl Eckstein et de sa femme Christine Friederike, née Mädicke, née à Halle. Après la mort de son père, il est admis le 10 avril 1820 comme orphelin de père à l'orphelinat des Fondations Francke à Halle. À partir du 14 avril 1822, il étudie en tant qu'orphelin l'école latine August-Hermann-Francke (de) et en sort en 1827 avec le 1er certificat de sortie. De 1827 à 1830, il étudie la philologie à l'université de Halle. Il a pour professeurs Moritz Hermann Eduard Meier (de), Gottfried Bernhardy (de), Johann August Jacobs (de) et Karl Christian Reisig (de). Avec la thèse Prolegomena in Taciti, qui vulgo fertur, dialogum de oratoribus (imprimée comme supplément scientifique au programme de l'École latine de 1835), il reçoit son doctorat. Pendant ses études, il fait la connaissance de futurs philologues comme Gustav Kießling, Moritz Ludwig Seyffert (de), Karl Ferdinand Ranke, Friedrich Gottlieb Schöne, Friedrich Hanow, Friedrich Ritschl et Wilhelm Büchner (de).
À partir de 1829, il est professeur auxiliaire et le 6 janvier 1831, il devient collaborateur à l'école latine. En 1834, il épouse Pauline Émilie, fille du fabricant de parapluies et de pipes à tabac Anton Spieß. À partir de 1839, il est professeur principal au lycée royal et en 1842, il devient recteur (il avait déjà été collègue et bibliothécaire en 1834) de  l'école latine de Halle. En 1842/43, il publie le sixième volume de la Chronique de la Ville de Halle. En 1849, il devient directeur des Fondations Francke sous Hermann Agathon Niemeyer (de). Il est proposé par Gottfried Hermann et Moriz Haupt pour le rectorat de l'école royale des princes saxons à Meissen, qu'il a, comme d'autres offres, refusé. Dans les années de 1849 à 1851 et de 1858 à 1860, Eckstein est un député libéral de la seconde chambre prussienne des États.
Il quitte ses fonctions le 3 septembre 1863. Il part pour Leipzig  et est nommé recteur de l'école Saint-Thomas de Leipzig par le maire Carl Wilhelm Otto Koch (de). De plus, le ministre saxon de l'Éducation, Johann Paul von Falkenstein (de), le nomme professeur extraordinaire de pédagogie à la faculté de philosophie de l'université de Leipzig. Il crée un séminaire de pédagogie pratique et préside la commission d'examen scientifique pour l'enseignement supérieur. Pendant ce temps, à la suggestion de Ritschl, il rédige le Nomenclator philologorum (1871). C'est grâce à lui qu'en plus du déménagement de l'école Saint-Thomas en 1877, l'alumnat du  Chœur de l'église Saint-Thomas peut s'installer dans la Hillerstraße, sur l'ancienne Thomaswiese. À l'origine, il y a une décision du conseil municipal de dissoudre l'alumnat, car il ne semblait plus adapté à notre époque. Outre les cantors de Saint-Thomas Ernst Friedrich Richter et Wilhelm Rust, Eckstein s'oppose particulièrement à cette décision. Il mène l'école Saint-Thomas à travers des années critiques et en fait l'un des lycées les plus importants de l'Empire allemand. Le 8 avril 1881, il démissionne de son poste de recteur de l, mais poursuit ses activités scientifiques et donne des cours académiques. Il rédige les articles de l'ADB sur Gaspard de Barth, Johann Friedrich Facius, Friedrich Dübner, Gregor Bersman (de), Hermann Albert Daniel, Rudolf Dietsch (de), Johann Christoph Ernesti (de), Johannes Clajus, Friedrich Wilhelm Döring (de), Jakob Ceratinus, Nicolaus Clenardus, Sigismund Evenius (de), Karl Hermann Funkhänel (de), Ernst Gotthelf Gersdorf (de), Adolf Theodor Hermann Fritzsche (de), Heinrich Eduard Foss, Ludwig Dindorf (de), Friedrich Ludwig Abresch (de), Moritz Döring (de), Christian Daniel Beck, Johann Friderich (de), Christian Friedrich Franckenstein (de), Johann Georg Eck (de), Johann Christoph von Dreyhaupt (de), August Gotthilf Gernhard (de), Christoph Caesar (de), Johann Gottfried Boltze (de), Johann Nicolaus Funck, Johannes Caesarius (de), Johann Heinrich Deinhardt, Gottfried Fähse (de), Paul Dolscius (de), Wilhelm von Bäumlein (de), Johann Leonhard Frisch, Johann Christoph Dähne, Karl Philipp Funke, Hieronymus Freyer (de), Johann Matthias Gesner, Ceporinus, Gottfried Bernhardy (de) et Ferdinand Bamberger (de).
À la fin de l'année 1884, il offre une bourse d'études de 1.800 marks or. Le 15 novembre 1885, Eckstein meurt d'une crise cardiaque. Son ouvrage Lateinischer und griechischer Unterricht (1887) est publié à titre posthume.

## Famille
La fille d'Eckstein, Louise (1834-1914), est mariée au philologue classique Heinrich Keil (de).

## Honneurs
Lorsqu'il quitte Halle pour Leipzig en 1863, Eckstein est nommé citoyen d'honneur de sa ville natale. Il est chevalier de l'ordre du Mérite civil de Saxe de 2e classe, de l'ordre royal prussien de la Couronne de 3e classe, de l'ordre impérial russe de Saint-Stanislas, de l'ordre royal suédois de l'Étoile polaire et récipiendaire de la Médaille du couronnement prussien, car il est présent en tant que député de la Chambre des représentants de Prusse lors du couronnement de l'empereur Guillaume Ier à Königsberg le 18 octobre 1861. En 1881, il reçoit la croix de commandeur de 2e classe de l'ordre d'Albert de Saxe à l'occasion de son 50e anniversaire d'enseignant. Son buste en marbre, œuvre du sculpteur Robert Henze (de), se trouve dans l' auditorium de l'école Saint-Thomas.
En 1902, Ecksteinstrasse, une rue résidentielle de Leipzig-Connewitz, porte son nom.

## Élèves notables
- Ernst Bischoff (de) (1858–1922), professeur de lettres classiques et de lycée
- Albert Bovenschen (de) (1864-1939), journaliste
- Ludwig Jeep (de) (1846-1911), philologue classique, professeur de lycée et d'université
- Otto Lyon (de) (1853-1912), professeur de lycée, germaniste et écrivain
- Georg Rudolf Koegel (de) (1855–1899), germaniste
- Richard Sachse (de) (1846-1924), philologue et éducateur
- Konrad Sturmhoefel (de) (1858-1916), historien et éducateur

## Travaux
- Prolegomena in Taciti, qui vulgo fertur, dialogum de oratoribus. Halle 1835. 84 S. (Programm Halle Latina)
- Geschichte der Anrede im Deutschen durch die Pronomina. Plötz, Halle 1840.
- Geschichte des Hospitals S. Cyriaci zu Halle. Gebauersehen Buchhandlung, Halle 1841.
- Die Salfeldschen Buchdruckereien in Halle. Ein Sendschreiben an Dr. Gustav Schwetschke (de). Verlag der Buchhandlung des Waisenhauses, Halle 1842.
- Chronik der Stadt Halle. Eine Fortsetzung der Dreyhauptschen Beschreibung des Saal-Kreises. (6 Lieferungen), Verlag der Buchhandlung des Waisenhauses, Halle 1842/43. (Digitalisat)
- Geschichte der Freimaurer-Loge im Orient von Halle. Eine Festgabe zur Säcularfeier der Loge zu den drei Degen. Gebauersche Buchdruckerei, Halle 1844. (Digitalisat)
- Chronicon montis sereni ex cod. Freheriano recensuit. Part I. Halle 1844. S. 1–104. (Progr. Halle Latina) (Digitalisat)
- Chronicon montis sereni ex cod. Freheriano recensuit. Part. II. Halle 1845. S. 105–160. (Progr. Halle Latina) (Digitalisat)
- Chronicon montis sereni ex cod. Freheriano ... Part. III. Halle 1846. S. 161–210. (Progr. Halle Latina) (Digitalisat)
- Beiträge zur Geschichte der Halleschen Schulen. 1. Stück. Halle 1850. 50 S. (Programm Halle Latina) (Digitalisat)
- Beiträge zur Geschichte der Halleschen Schulen. 2. Stück. Halle 1851. 55 S. (Programm Halle Latina) (Digitalisat)
- Anecdota Parisina rhetorica. Halle 1852. VI, 30 S. (Programm Halle Latina) (Digitalisat)
- Hermann Agathon Niemeyer (de). Nekrolog. Halle 1852. S. 31–42. (Programm Halle Latina)
- Rede, gehalten bei der Schulfeier von Schillers hundertjährigem Geburtstage, am 10. November 1859. Halle 1860. S. 31–39. (Programm Halle Latina)
- Rede bei der Gedächtnisfeier des Todestages Philipp Melanchthons, gesprochen am 17. April 1860. Halle 1860. S. 40–46. (Programm Halle Latina)
- Analecten zur Geschichte der Pädagogik. 1. Ein griechisches Elementarbuch aus dem Mittelalter. 2. Isidor’s Encyclopädie und Victorismus. 3. In nomine sacrosanctae trinitatis. Formul und Abriß, wie eine christliche und evangelische Schule wohl und richtig anzustellen sei ... verfasset durch M. Sigismundum Evenium (de) rectorem zu Halle. Halle 1861. 48 S. (Programm Halle Latina)
- Beiträge zur Geschichte der Halleschen Schulen. 3. Stück. Francke’sche Stiftungen.
- Familiaris interpretatio primae satirae Horatianae. Leipzig 1865. 43 S. (Programm Leipzig Thomasschule)
- Scholae Horatianae (carm. I, 20. 30. II, 11. IV, 3.) Leipzig 1869. 50 S. (Programm Leipzig Thomasschule)
- Auswahl deutscher Gedichte für gelehrte Schulen. 16. Auflage, Verlag der Buchhandlung des Waisenhauses, Halle 1869.
- Nomenclator philologorum. Teubner, Leipzig 1871 (Nachdruck Olms, Hildesheim 1966; vollständiger, korrigierter Text, bearbeitet von Johannes Saltzwedel (de). Hamburg 2005, PDF), S. 373f.
- Beschreibung des neuen Schulhauses. Einweihung des neuen Schulhauses. (Mit 6 Abbildungen.) Von A. F. Viehweger (de) und Friedrich August Eckstein. Leipzig 1878. 29 S. u. 5 Tafeln. (Programm Leipzig Thomasschule)
- Lateinischer Unterricht. Geschichte und Methode. 2. Auflage, Besser, Gotha 1880 (Separatabdruck aus Schmid's Encyklopädie des gesammten Erziehungs- und Unterrichtswesens, Artikel digitalisiert).
- Abschiedsrede, gehalten am 8. April 1881. Leipzig 1882. S. 21–24. (Programm Leipzig Thomasschule)
- Lateinischer und griechischer Unterricht. Fues, Leipzig 1887.
- Phaedri Fabulae für Schüler. Mit Anmerkungen versehen. Teubner, Leipzig 1889.